# Vicente de la Mata
Vicente de la Mata (ur. 15 stycznia 1918, zm. 4 sierpnia 1980) – argentyński piłkarz noszący przydomek Capote, środkowy napastnik. Wzrost 172 cm. Później trener.
Urodzony w Rosario de la Mata w piłkę zaczął grać w 1930 roku w drugoligowym wówczas klubie Central Córdoba Rosario. Jako gracz klubu Central Córdoba wziął udział w turnieju Copa América 1937, gdzie Argentyna zdobyła tytuł mistrza Ameryki Południowej. Jeszcze w trakcie trwania turnieju, 31 stycznia 1937 roku, zmienił barwy klubowe i przeszedł do CA Independiente. De la Mata zagrał w trzech meczach. W meczu z Peru w 61 minucie zastąpił na boisku Roberto Cherro, natomiast w spotkaniu z Urugwajem grał od początku, ale w drugiej połowie zastąpił go Alberto Zozaya. Niemały rozgłos przyniósł mu decydujący o mistrzowskim tytule dla Argentyny baraż z Brazylią. De la Mata wszedł na boisko dopiero w 84 minucie, zastępując Francisco Varallo. Dwie minuty później sędzia zakończył spotkanie i wobec bezbramkowego remisu zarządził dogrywkę, w której de la Mata zdobył dla Argentyny 2 bramki na wagę tytułu mistrzowskiego.
De la Mata razem z klubem Independiente, grając u boku takich graczy jak Antonio Sastre czy Arsenio Erico, dwa razy z rzędu - w latach 1938 i 1939 - zdobył tytuł mistrza Argentyny. Do historii przeszedł jego wyczyn z dnia 12 października 1939 roku, gdy Independiente grał przeciwko River Plate. De la Mata, znajdując się na pozycji lewego obrońcy, otrzymał podanie, po czym ominął kolejno ośmiu rywali (Moreno, Minella, znów Moreno, Vassini, Santamaria i na końcu bramkarz River Plate Sirne), po czym zwolnił bieg i ze stoickim spokojem wszedł do bramki z piłką u nogi. Współcześni określili jego akcję mianem obra de arte (czyli dzieło sztuki).
Wciąż jako gracz Independiente wziął udział w turnieju Copa América 1945, gdzie Argentyna ponownie zdobyła mistrzostwo Ameryki Południowej. De la Mata zagrał w trzech meczach - z Boliwią (zdobył bramkę), Ekwadorem (zdobył bramkę) i Brazylią (w 67 minucie zastąpił Norberto Méndeza).
W następnym roku wziął udział w turnieju Copa América 1946, gdzie Argentyna w imponującym stylu, nie tracąc żadnego punktu, kolejny raz zdobyła mistrzostwo Ameryki Południowej. De la Mata zagrał w trzech meczach - z Paragwajem (zdobył bramkę), Urugwajem i Brazylią. W 28 minucie pojedynku z Brazylią za brutalne wejście i złamanie nogi kapitanowi drużyny argentyńskiej José Salomónowi sędzia urugwajski Nobel Valentini wyrzucił z boiska brazylijskiego napastnika Chico. De la Mata również postanowił wymierzyć Brazylijczykowi karę za pomocą pięści, za co sędzia także jemu kazał opuścić pole gry. W związku z tym incydentem na trybunach doszło do zamieszek, które przerwały spotkanie na 70 minut.
W 1948 roku de la Mata wraz z Independiente zdobył trzecie w swej karierze mistrzostwo Argentyny. W 1951 roku, po spędzeniu w Independiente 14 sezonów i rozegraniu 362 meczów (w których zdobył 151 bramek) przeszedł do klubu Newell’s Old Boys Rosario, w którym rozegrał 23 mecze i zdobył 1 bramkę, po czym w 1952 roku zakończył karierę piłkarską.
W czasie kariery zyskał sobie przydomek Capote (czyli płaszcz), ponieważ w mistrzowski sposób osłaniał prowadzoną przez siebie piłkę. Był osobą kapryśną i chimeryczną, często wdającą się w awantury. Zaliczany jest do grona najwybitniejszych dryblerów w historii Argentyny. Zapamiętany został, jako jeden z najwybitniejszych piłkarzy w dziejach klubu Independiente.
De la Mata w latach 1937–1946 rozegrał w reprezentacji Argentyny 13 meczów i zdobył 6 bramek.
Po zakończeniu kariery piłkarskiej de la Mata został trenerem. Pracował z drużynami klubów Independiente, Morón Buenos Aires, Sportivo Dock Sud i Central Córdoba.